# Słobidzeja
Słobidzeja (ukr. Слобідзея) – przystanek kolejowy w pobliżu miejscowości Mała Słobidka, w rejonie podolskim, w obwodzie odeskim, na Ukrainie. Położony jest na linii Żmerynka – Odessa.